# انریکو گواتسونی
انریکو گواتسونی (ایتالیایی: Enrico Guazzoni؛ ‏ تلفظ ایتالیایی: [ˈˈgwattsoni]؛ ‏ ۱۸ سپتامبر ۱۸۷۶ – ۲۴ سپتامبر ۱۹۴۹) کارگردان و فیلم‌نامه‌نویس اهل ایتالیا بود.
وی کارگردان فیلم‌هایی همچون جنگ‌های صلیبی، آنتونیوس و کلئوپاترا، برتوس، دکتر آنتونیو، مسالینا، تاراج رم و هوس‌های امپراتور بوده است.